# Alexander Löbe
Alexander Löbe (né le 13 novembre 1972 à Iéna) est un joueur de football allemand. Il joue au poste d'attaquant. 

## Carrière
Alexander Löbe commence sa carrière à l'âge de 17 ans au Hallescher FC. Le HFC était l'une des six équipes qui, après la réunification allemande, sont passées de l'ancien Championnat de RDA de football en deuxième division de Bundesliga. Löbe participe à deux matchs de coupe de l'UEFA contre le FK Torpedo Moscou (2:1 ; 0:3).
Löbe change de club et va au SpVgg Unterhaching, brièvement monté en 2e Bundesliga. Avec une saison réussie, il décide de partir au SG Wattenscheid 09, club de première division. Mais ce club également relégué en division inférieure. Après cette descente, il décide de changer à nouveau de club et pose ses valises au MSV Duisbourg, également menacé de relégation. Le club retourne dans l'élite à la fin de la saison 1995-1996.
Jusqu'en novembre de l'année suivante, Löbe acheve quatre saisons à Duisbourg, puis décide de changer de club. Il intègre le VfB Lübeck pour une saison puis au FC Gütersloh pendant un an et demi. Le club étant insolvable, Löbe profite du mercato d'hiver 1998/99 pour quitter l'Allemagne en direction du SK Vorwärts Steyr, en Autriche. 
Après une année, il part jouer en Turquie, d'abord avec Erzurumspor (1999/2000). Après trois matchs la saison suivante, il est acheté par le Trabzonspor pour terminer l'année 2000/2001.
En fin d'année, le président Mehmet Ali Yilmaz se retire ainsi que l'entraîneur Giray Bulak. Le club tombe dans une crise profonde, et Löbe change de club et rejoint Malatyaspor.
Löbe retourne en 2002 en Allemagne, au SG Wattenscheid 09, club de Regionalliga Nord. Entre 2002 et 2004, il joue 61 matchs, inscrit 36 buts et est élu meilleur joueur de la ligue régionale[réf. nécessaire]. L'équipe commence la saison suivante en Fußball-Oberliga Westfalen mais Lübe rejoint le SC Paderborn 07 et, avec 17 buts en 34 matchs, mène le club en tant que capitaine à la montée en 2.Bundesliga. Il signe alors pour trois ans à Rot-Weiss Essen, club avec lequel il monte également de Regionalliga Nord en 2.Bundesliga - niveau auquel le club ne reste qu'une année. Löbe passe alors au SpVgg puis termine sa carrière professionnelle avec le SC Paderborn 07. 